# 8e Bureau politique du Parti communiste chinois

Le 8e Bureau politique du Parti communiste chinois est l'organe dirigeant principal du Parti communiste chinois, élu par le Comité central du Parti, lui-même élu par le 8e congrès national du Parti, en septembre 1956. Il est remplacé par le 9e Bureau politique en avril 1969.

## Membres
Les membres du bureau politique sont les suivants :
Par ordre de préséance
1. Mao Zedong
2. Liu Shaoqi
3. Zhou Enlai
4. Zhu De
5. Chen Yun
6. Deng Xiaoping

### Autres membres
Par ordre de préséance
1. Lin Biao
2. Lin Boqu (林伯渠)
3. Dong Biwu (董必武)
4. Peng Zhen (彭真)
5. Luo Ronghuan (罗荣桓)
6. Chen Yi (陈毅)
7. Li Fuchun (李富春)
8. Peng Dehuai (彭德怀)
9. Liu Bocheng (刘伯承)
10. He Long (贺龙)
11. Li Xiannian (李先念)

## Comité permanent du bureau politique
Par ordre de préséance
1. Ulanhu (乌兰夫)
2. Zhang Wentian (张闻天)
3. Lu Dingyi (陆定一)
4. Chen Boda (陈伯达)
5. Kang Sheng (康生)
6. Bo Yibo (薄一波)